# 福泰隆

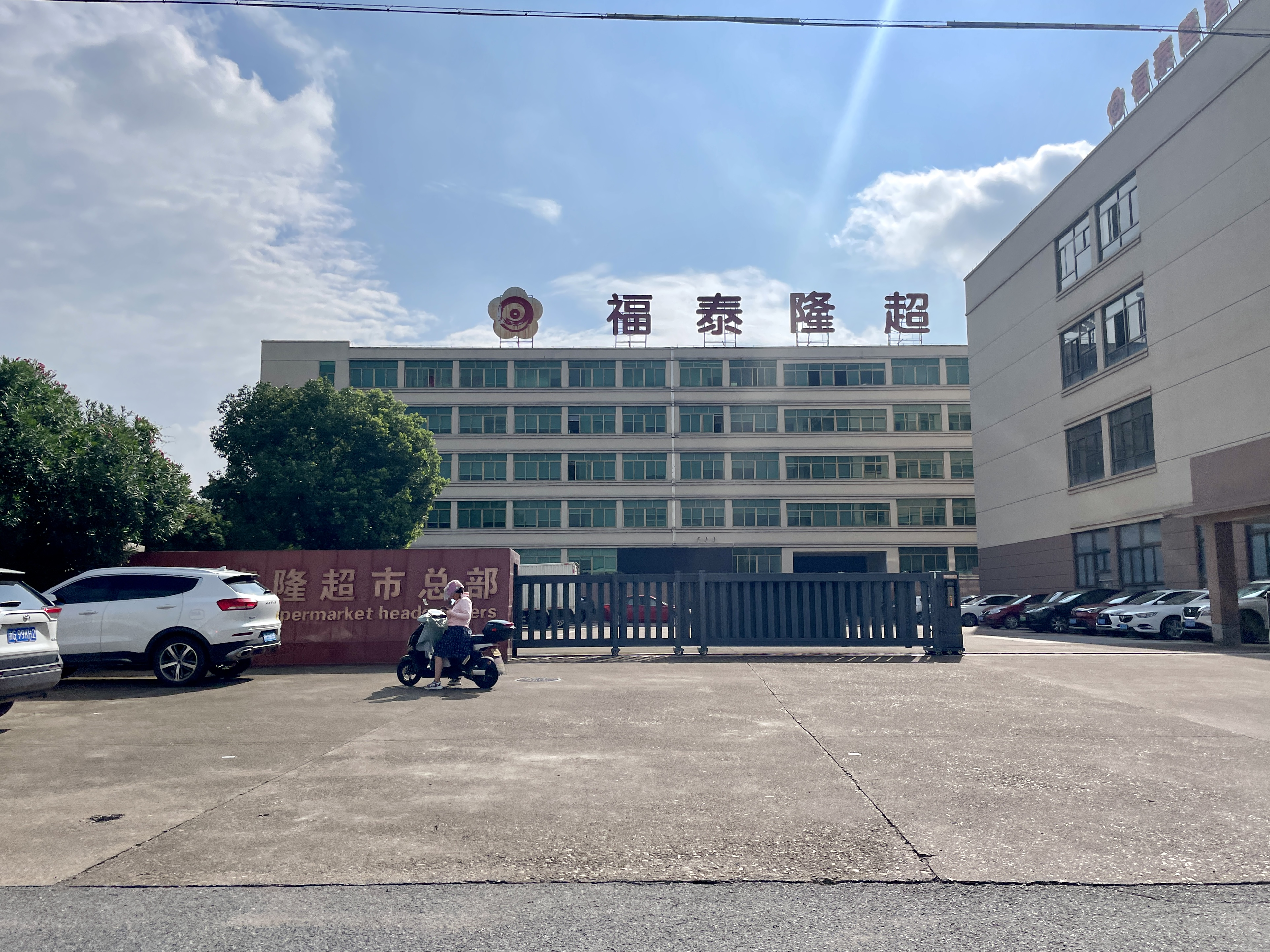
位于东孝金东工业园的福泰隆超市总部

浙江福泰隆控股集团是位于中国浙江省金华市的以零售为主的多元化经营的民营企业集团，旗下产业涉及：投资、百货、连锁超市、房产业、娱乐业等，创立于1999年2月。公司下属金华福泰隆商业管理有限公司、浙江福泰隆连锁超市有限公司、金华大世界商贸有限公司、浙江采云间茶业有限公司有限公司等单位；集团拥有连锁超级市场和商业广场品牌福泰隆和便利店品牌777，鼎盛时期网店遍布金华市区江南、江北及浦江、武义、永康、龙游等周边县市，共有21家直营连锁超市、3家百货商场、2家市场、60家便利店，总营业面积逾15万平方米，员工总人数近3000人，拥有超市会员20万人。
2022年，福泰隆拥有15家直营连锁超市、1家市场，110家社区便利店，总营业面积逾8万平方米，年销售5.8亿元人民币，超市员工总人数近800人，拥有超市会员40多万人，网点覆盖金华、武义、兰溪等地。

## 历史
方树安为金华当地的企业家，为复员军人，曾入职金华县孝顺的供销社，并曾和其他人组建过一家贸易公司。1993年，方树安以贸易公司为班底，筹建浙江金龙股份有限公司，并在金华西市街投资建设金华大世界商场，1994年开业。1990年代末，随着金华江南地区的开发，方树安嗅到了商机，于1999年2月成立金华福泰隆商业有限公司，说服选址双溪西路派的意见，在宾虹路上投资建造福泰隆广场，于2000年12月3日开张。并打出“南有福泰隆、北有大世界”的广告标语。经过几年的发展，宾虹路也成了金华江南最繁华的商业中心。
2001年1月，方树安成功说服原金华第二百货公司党总支书记、工会主席、监事会主席徐健加盟福泰隆，出任金华福泰隆商业有限公司副总经理兼金华福泰隆超市总经理。
2002年，福泰隆超市首推会员制服务；2004年，福泰隆超市被评为中国名牌企业。从2005年开始，福泰隆每年上缴税收均超过1000万元人民币，位列金华市区商业企业首位。2006年5月，成立浙江福泰隆控股集团有限公司，其旗下设7家控股分公司，成为金华市首家中国商业名牌“国”字号企业。
2000年代，福泰隆在浙中地区和中资、外资零售商聯華超市、沃尔玛、世纪联华、乐天玛特、乐购等竞争下继续扩张。2003年福泰隆在武义县开设首家连锁超市，2007年又新开张福泰隆武阳购物广场；2008年收购武义当地的福乐多超市。
2007年12月14日，福泰隆和银泰百货确立战略合作关系，银泰百货取得位于金华宾虹路的福泰隆广场1~4层的长期经营管理权，同时福泰隆取得银泰百货位于金华江北西市街商场项目“银泰天地”（后更名“金华银泰城”）地下超市的经营权。福泰隆广场于2008年9月25日，以“银泰百货福泰隆店”的名称重新开业，为银泰在金华的第二家门店。2013年7月改名为银泰百货金华江南店。而福泰隆超市于银泰天地的门店则于2009年9月27日开业。同年福泰隆在永康开设第一家门店。2010年又在义乌开设首家门店。
2012年，福泰隆集团成立便利店品牌“777”，以金华市区和乡镇社区为中心经营加盟便利店业务。
2018年，福泰隆超市总部搬迁，并建成现代仓储物流中心。
2010年代福泰隆开始搭建电商平台。2013年，福泰隆集团建立“泰泰快购”电商平台，至2015年已拥有9万多在线会员，成为金华市第一批现代服务业电子商务类综合试点项目、2016年浙江省省软件和信息服务产业基地建设专项基金项目；2018年和阿里巴巴合作，接入淘宝的“淘鲜达”系统。2020年2019冠狀病毒病疫情后，该业务得到大量普及。
- 金华银泰城的福泰隆超市入口
- 福泰隆兰溪生活广场
- 福泰隆超市南国店
- 位于金华轨道交通万达广场站的777便利店

## 社会活动
2005年，福泰隆集团董事长方树安投资50元人民币改造罗埠镇的罗埠小学，新建一座4层高的教学楼。2006年4月6日落成并被命名为福泰隆希望小学，方担任名誉校长。方树安同时还是婺城区和金华市的人大代表。